# 서울사이버대학교

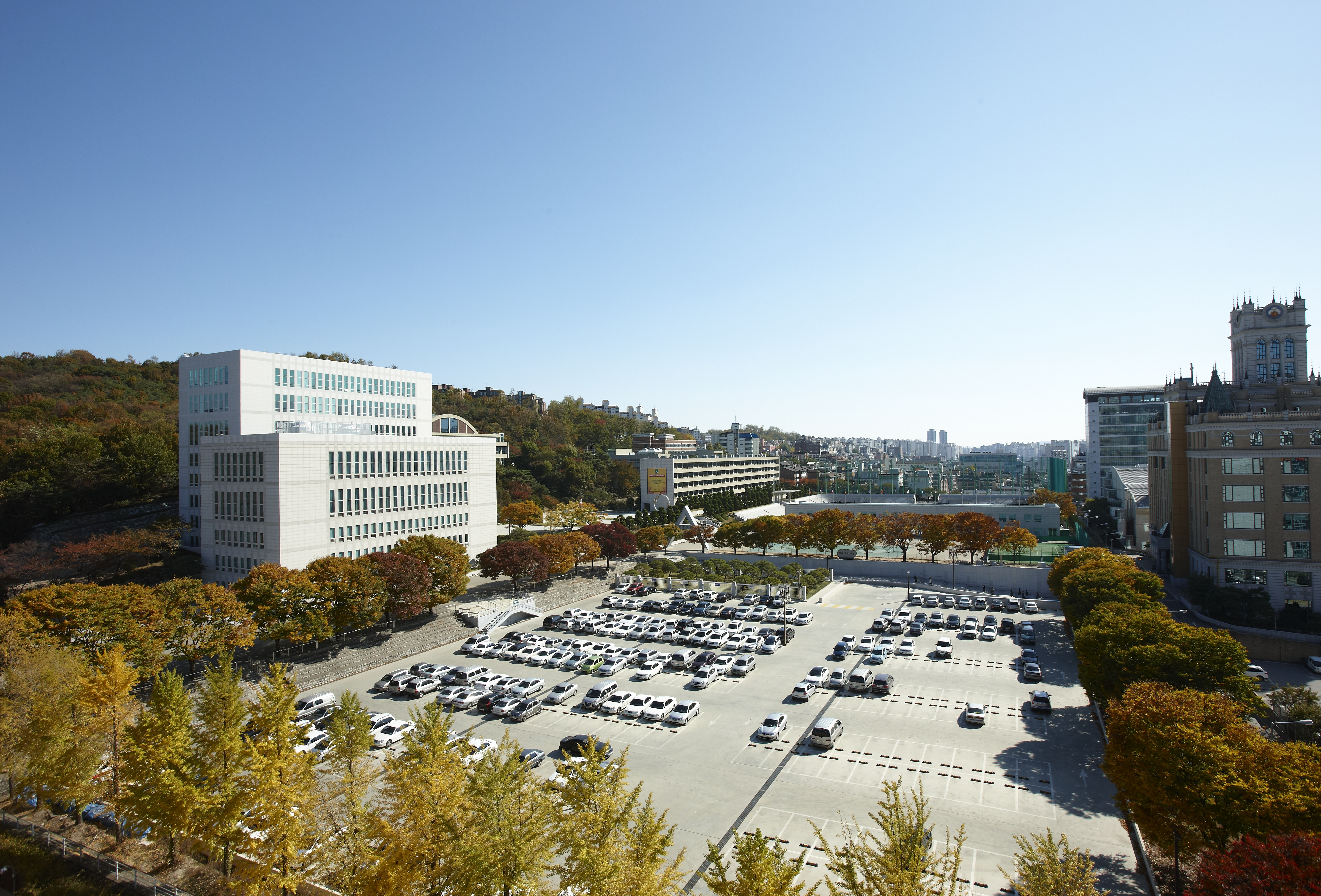
서울 사이버 대학교

서울사이버대학교(서울사이버大學校, Seoul Cyber University)는 서울특별시 강북구에 학교 시설이 위치한 사립 사이버대학으로 우리나라 최초의 사이버대학이며 미래교육을 선도하는 대학이다. 교육부에서 실시한 총 3회 평가에서 모두 최고등급을 획득한 대학으로 4차 산업혁명 시대를 맞이하여 새로운 인생을 준비하고 개척하고자 하는 모든 분들에게 늘 열려 있는 '모두를 위한 대학 (University For All)'이다.

## 연혁
- 2000년 11월 서울사이버대학교 설립인가(평생교육법에 의거 교육인적자원부로부터 학사학위수여 4년제 정규대학교 인가받음) 2000년 12월 서울사이버대학교 개교
- 2001년 3월 한국통신과 협력합의서 체결                   충청남 · 북도와 협력합의서 체결  2001년 6월 한솔텔레콤(주), 엔에스아이(NSI)와 e-learning 사업 3자협력 합의 체결  2001년 12월 (사)한국무역학회와 학술교류 협정 체결  2001년 12월 (사)한국국제e-business학회와 학술교류 협정 체결  2001년 12월 한국멀티미디어교육학회와 학술교류 협정 체결  2001년 12월 (사)한국문화무역학회와 학술교류 협정 체결  2001년 12월 (사)한국물류학회와 학술교류 협정 체결  2001년 12월 한국유통정보학회와 학술교류 협정 체결
- 2002년 5월 육군본부와 학·군 제휴 협약 체결  2002년 7월 국회도서관과 상호협력에 관한 협정 체결  2002년 8월 전자도서관 개관 YES 24(www.yes24.com)와 전략적 제휴를 통한 구내서점 Open  2002년 11월 21세기연구소 개소  2002년 11월 사이버평생교육원 개원  2002년 12월 2002년 직업훈련 자격박람회 참가 (코엑스 컨벤션홀)  2002년 12월 2002 문화콘텐츠채용박람회(Culture & Contents Job Fair) 참가 (코엑스 인도양홀)
- 2003년 1월 한국통신과 위탁교육에 관한 산학협력 협정 체결  2003년 1월 한국장애인복지시설협회와 산학협력 체결  2003년 2월 예수간호대학교(Pritchard University)와 학술교류 및 공동학점 인정 협정 체결  2003년 2월 대학서적(www.cyberub.com)과 전략적 제휴를 통한 구내서점 Open  2003년 3월 러시아 이츠쿠츠크대학교와 MOU 체결  2003년 3월 울산광역시와 산학협력 체결  2003년 5월 한국교육 컨텐츠 품질인증위원회의 컨텐츠 품질 A등급 선정  2003년 6월 교육인적자원부·한국교육학술정보원 주관 원격대학 콘텐츠개발 지원 사업 최우수등급 선정  2003년 7월 취업정보센터 개원  2003년 9월 제1회 인터넷학습체험대회 참가(가상현실교과목)  2003년 10월 (사)한국사이버교육학회 주최 사이버학습체험대회 참가  2003년 10월 e-러닝 엑스포 사이버학습체험관 참가  2003년 11월 2003 한국품질경쟁력대상 수상(사이버대학부문)  2003년 11월 한국일보 “2003 BEST WEB" 선정
- 2004년 1월 서울사이버대학교 Newsletter 창간호 발간  2004년 3월 국립소록도 병원 산학협력 체결  2004년 4월 국제교류센터 개원  2004년 5월 교육인적자원부·한국교육학술정보원 주관 원격대학 컨텐츠개발 지원 사업 선정  2004년 6월 대학행정본부 이전 (미아3동 신일캠퍼스 내)  2004년 11월 스웨덴 스톡홀름대학교 경영학과와 교육학술교류 협력협정 체결  2004년 11월 대한적십자사와 위탁교육 협력협정 체결  2004년 11월 인천본부세관과 위탁교육 협력협정 체결  2004년 12월 서울특별시 관악구청과 산학협력 체결  2004년 12월 국립재활원과 산학협력 체결  2004년 12월 국민건강보험공단과 산학협력 체결  2004년 12월 서울특별시 중랑구청과 산학협력 체결
- 2005년 1월 국민건강보험공단과 위탁교육 협력협정 체결  2005년 1월 서울특별시 강북구청과 산학협력 체결  2005년 1월 광주본부세관과 산학협력 체결  2005년 1월 서울특별시 노원구청과 산학협력 체결  2005년 2월 광주지방노동청군산지청과 산학협력 체결  2005년 3월 국립목포병원과 산학협력 체결  2005년 7월 한국산업교육원과 산업협력 체결  2005년 9월 호남지역학습관 개관  2005년 10월 대구경북지역학습관, 경기남부지역학습관 개관  2005년 10월 입학관리처 신설 및 학습관지원센터 개소  2005년 12월 여성신문, 우먼타임즈, 이코노믹리뷰 선정 최우수 사이버대학 수상
- 2006년 1월 농협중앙회와 위탁교육 협력협정 체결  2006년 1월 국민연금공단과 위탁교육 협력협정 체결  2006년 1월 서울특별시 구로구 시설관리공단과 산학협력 체결  2006년 1월 경기도 동두천시청과 산학협력 체결  2006년 2월 광주광역시 남구청과 산학협력 체결  2006년 3월 미국 Chowan대학교와 협력협정 체결  2006년 4월 교육인적자원부ㆍ한국교육학술정보원 주관 원격대학 콘텐츠개발 지원 사업 선정  2006년 5월 연구처 신설  2006년 5월 강원지역학습관 개관  2006년 6월 국민연금공단과 노후설계컨설턴트(CSA) 위탁교육 체결  2006년 6월 인천지하철공사와 위탁교육 협력협정 체결  2006년 6월 서울사이버대학교 출판부 개원  2006년 6월 스웨덴 스톡홀름대학교 사회복지학과와 교육학술교류 협력협정 체결  2006년 7월 서울특별시 도시철도공사와 산학협력 체결  2006년 7월 대한 YWCA 연합회와 산학협력 체결  2006년 7월 인천광역시지하철공사와 산학협력 체결  2006년 8월 한국산업단지공단과 산학협력 체결  2006년 8월 한국전력공사와 산학협력 체결  2006년 8월 LG카드와 산학협력 체결  2006년 8월 한국산업단지공단과 산학협력 체결  2006년 11월 한국철도공사와 산학협력 체결  2006년 11월 러시아 국립극동대학교(Far Eastern National Univ.)와 교육 파트너십 협약 체결(EDUCATIONAL PARTNERSHIP AGREEMENT)  2006년 12월 에너지관리공단과 산학협력 체결  2006년 12월 금호생명보험(주)과 산학협력 체결  2006년 12월 한국e스포츠협회와 산학협력 체결
- 2007년 1월 사이버대학 최초 고유 우편번호(142-700) 취득  2007년 1월 부산광역시 남구청과 산학협력 체결  2007년 1월 서울특별시 중구청과 산학협력 체결  2007년 1월 수협중앙회와 산학협력 체결  2007년 2월 교보아카데미(www.kyoboacademy.co.kr)와 전략적 제휴를 통한 구내서점 Open  2007년 3월 국민은행과 산학협력 체결  2007년 4월 한국교육콘텐츠 품질인증위원회 7개교과목 AA등급 선정  2007년 4월 Singapore Polytechnic과 MOU 체결  2007년 4월 미국 콜로라도 기독교 대학교와 협력협정 체결  2007년 5월 태국 치앙마이 대학교와 협력협정 체결  2007년 5월 국립공원관리공단과 산학협력협정 체결  2007년 5월 수협중앙회와 특별교육과정 계약 체결  2007년 6월 교수학습지원센터 신설  2007년 6월 존스국제대학교와 협력협정 체결  2007년 7월 교육인적자원부 평가 종합 최우수 원격대학교 선정  2007년 7월 교육인적자원부 선정 'e-노후생애설계 프로그램' 대학 특성화 사업 실시  2007년 7월 (주)SBS프로덕션과 위탁교육 협력협정 체결  2007년 8월 대구지역학습관 개관  2007년 9월 경기지역학습관 개관  2007년 9월 창업지도사 과정 1기 실시  2007년 10월 삼영물류(주)와 위탁교육 협력협정 체결  2007년 11월 (주)KT와 위탁교육 협력협정 체결  2007년 11월 금호석유화학(주)과 위탁교육 협력협정 체결  2007년 11월 육군훈련소와 자매결연  2007년 12월 한국관광공사와 위탁교육 협력협정 체결  2007년 12월 한국동서발전(주)와 위탁교육 협력협정 체결  2007년 12월 서울특별시청과 위탁교육 협력협정 체결  2007년 12월 한국상담전문가연합회와 협력협정 체결  2007년 12월 (주)하이닉스반도체와 위탁교육 협력협정 체결  2007년 12월 광주광역시청과 위탁교육 협력협정 체결  2007년 12월 한국남부발전(주)와 위탁교육 협력협정 체결  2007년 12월 학부모가 선정한 최우수 사이버대학 수상
- 2008년 1월 KT와 WIBRO U-Campus 협정 체결  2008년 1월 서울메트로와 위탁교육 협력협정 체결  2008년 1월 한국수력원자력(주)와 위탁교육 협력협정 체결  2008년 1월 광주광역시 광산구청과 위탁교육 협력협정 체결  2008년 1월 한국산업인력공단과 위탁교육 협력협정 체결  2008년 1월 (사)한러 교류협회와 위탁교육 협력협정 체결  2008년 2월 창업지도사 과정 1기 수료  2008년 2월 서울지방경찰청 101경비단과 위탁교육 협력협정 체결  2008년 3월 육군훈련소 연무대 학습관 개관  2008년 4월 여성신문 주최 제 10회 여성소비자가 뽑은 품질ㆍ서비스 [사이버대학부문] 1위 선정  2008년 7월 (사)디지털소기업연합회와 위탁교육 협력협정 체결  2008년 7월 미래에셋증권과 위탁교육 협력협정 체결  2008년 8월 중앙경찰학교와 위탁교육 협력협정 체결  2008년 8월 인천시 계양구청과 위탁교육 협력협정 체결  2008년 8월 파주시청과 위탁교육 협력협정 체결  2008년 10월 창업지도사 과정 2기 / 프로젝트관리사 과정 1기 실시  2008년 10월 제11회 여성소비자가 뽑은 좋은 기업 대상 - 최우수 사이버대학 수상  2008년 10월 고등교육법상의 고등교육기관(종합대학교)으로 승격  2008년 11월 삼성전자(주)와 LCD총괄사업부와 위탁교육 협력협정 체결  2008년 12월 강원도청과 위탁교육 협력협정 체결  2008년 12월 보건복지가족부와 위탁교육 협력협정 체결  2008년 12월 전라북도청과 위탁교육 협력협정 체결  2008년 12월 한국산업안전공단과 위탁교육 협력협정 체결  2008년 12월 ㈜신세계(백화점&이마트)와 위탁교육 협력협정 체결  2008년 12월 삼성테크윈(주)과 위탁교육 협력협정 체결  2008년 12월 2008 대한민국 커뮤니케이션 대상(웹사이트부문 기획대상) 수상  2008년 12월 우리아비바생명보험(주)과 위탁교육 협력협정 체결  2008년 12월 종로구청과 위탁교육 협력협정 체결
- 2009년 1월 평택시청과 위탁교육 협력협정 체결  2009년 1월 웹어워드코리아2008 [교육기관분야 우수상] 수상  2009년 2월 창업지도사 과정 2기 수료  2009년 2월 안산시청과 위탁교육 협력협정 체결  2009년 3월 프로젝트관리사(PMP) 2기 과정 / 창업지도사 3기 과정 실시  2009년 3월 퇴직자를 위한 무료 온라인강좌 - 새로운 도전(New Challenge) 프로그램 실시  2009년 3월 국립암센터와 위탁교육 협력협정 체결  2009년 5월 전북대학교와 학술교류협정 체결  2009년 6월 국군간호사관학교와 학술교류협정 체결  2009년 7월 중앙일보 이코노미스트 주최 '2009 한국에서 가장 신뢰받는 브랜드 대상' 수상  2009년 7월 '제11회 여성소비자가 뽑은 품질․서비스 1위' 사이버대학 부문 수상  2009년 7월 서울사이버대학교 디지털도서관 Renewal Open  2009년 7월 中國하얼빈공정대학교(哈爾濱工程大學)와 학술교류 협약  2009년 7월 홈플러스그룹과 위탁교육 협력협정 체결  2009년 7월 독일 Vechta 대학교와 학술교류협정 체결  2009년 7월 서울사이버대학교 미래사회연구소 개소  2009년 9월 창업지도사 4기 과정 실시  2009년 10월 서울사이버대학교- 한국대학신문 대학부문 대상 수상 - 교육콘텐츠 우수대학  2009년 11월 한전 KPS(주)와 위탁교육 협력협정 체결  2009년 11월 서울특별시 마포구와 위탁교육 협력 협정 체결  2009년 11월 유니버셜발레단과 위탁교육 협력협정 체결  2009년 11월 (주)중앙일보 조인스랜드와 위탁교육 협력협정 체결  2009년 11월 여성신문주최 제12회 여성소비자가 뽑은 좋은기업 大賞 - 사이버대학부문  2009년 12월 서울지하철 4호선 미아역명 서울사이버대학교 병기 실시  2009년 12월 IBK중소기업은행과 위탁교육 협력협정 체결  2009년 12월 제주특별자치도청과 위탁교육 협력협정 체결  2009년 12월 스타벅스커피 코리아(주)와 위탁교육 협력 체결
- 2010년 1월 롯데칠성음료(주)와 위탁교육협력 협정체결  2010년 1월 유한로지스과 위탁교육 협력협정 체결  2010년 2월 ㈜성도GL, 삼영로지스와 위탁교육협력 협정체결  2010년 2월 창업지도사 과정 2․3기 과정 / 프로젝트관리사 1기 과정 수료  2010년 3월 국내 사이버대학 최초 AFPK(종합재무설계사) 교육기관 지정  2010년 3월 육군 제8293 부대와 자매결연 협약 체결  2010년 3월 창업지도사 5기 과정 실시  2010년 4월 KT와 U-Campus 구축을 위한 MOU 체결  2010년 4월 성신여자대학교와 학술교류협정 체결  2010년 4월 디지털타임즈 선정 2010 브랜드파워 사이버대학부문 대상 수상  2010년 6월 여성신문 선정 제12회 여성소비자가 뽑은 품질ㆍ서비스 1위 사이버대학 수상  2010년 6월 경원대학교와 학술교류에 관한 기본협약 체결  2010년 6월 인천캠퍼스 개관  2010년 7월 서울사이버대학교 U-Campus 시범서비스 실시  2010년 7월 제2교사 신축기공식  2010년 7월 미래사회연구소. 2010년 제1차 학술심포지움 개최  2010년 8월 (사)CEO지식나눔재단과 상호협력을 위한 MOU 체결  2010년 8월 성신여자대학교와 학술교류협정 체결  2010년 8월 성신여자대학교와 도서관 이용에 관한 협약 체결  2010년 8월 프로젝트관리사 2기 과정 수료  2010년 9월 서울사이버대학교·강북제일교회 부설 심리상담센터 개관  2010년 9월 이러닝시스템 WAVE로 IMS Learning Impact Award 2011 본선진출권 획득  2010년 9월 러시아 국립메시대학교와 MOU 체결  2010년 9월 사색의향기문화원과 문화콘텐츠 교류에 관한 MOU 체결  2010년 9월 IMS regional winner(Asia-Pacific) 2011  2010년 10월 오산시청과 위탁교육 협력협정 체결  2010년 10월 제5군단 학군 제휴 협력협정 체결  2010년 10월 서울사이버대학교 특수대학원 설치인가(2개 대학원, 2개 전공)  2010년 10월 프로젝트관리사 2기 과정 수료  2010년 11월 재능교육과 위탁교육 협력협정 체결  2010년 11월 한국맥도날드와 위탁교육 협력협정 체결  2010년 11월 서울사이버대학교 심리상담센터 개관  2010년 12월 동작구청과 위탁교육 협력협정 체결  2010년 12월 WEB AWARD KOREA 사이버대학분야 최우수상 수상  2010년 12월 2010 대한민국 인터넷소통대상 및 소셜미디어대상 수상
- 2011년 1월 현대자동차, 기아자동차 위탁교육 협력협정 체결  2011년 2월 창업지도사 5기 과정 수료  2011년 3월 인천경기지방병무청 위탁교육 협력협정 체결  2011년 3월 통합 모바일 서비스 실시  2011년 3월 창업지도사 6기 과정 실시  2011년 5월 교통안전공단 위탁교육 협력협정 체결  2011년 5월 이러닝시스템 WAVE로 'IMS Learning Impact Award 2011' 상용화 부문 은상 수상  2011년 5월 디지털타임즈 선정 2011 브랜드파워 사이버대학부문 대상 수상  2011년 6월 육군 제3군단 학군제휴 협력협정 체결  2011년 7월 현대상선과 위탁교육 협력협정 체결  2011년 7월 경기대학교 행정대학원 기본 협력협정 체결  2011년 7월 (주)이마트와 위탁교육 협력협정 체결  2011년 8월 의정부시청과 위탁교육 협력협정 체결  2011년 9월 육군 제6군단 학군제휴 협력협정 체결  2011년 9월 KT와 아세안 4개국 대학 '이러닝센터' 구축 협력  2011년 10월 CJ GLS 위탁교육 협력협정 체결  2011년 10월 제11회 한국대학신문 대학부문 대상 수상 - 교육콘텐츠 우수대학  2011년 11월 교육과학기술부 주관 '2012년도 아세안사이버대학 설립프로젝트' 주협력대학 선정  2011년 11월 이마트 위탁교육 협력협정 체결  2011년 11월 식품의약품안전청 위탁교육 협력협정 체결  2011년 11월 해양결찰청과 위탁교육 협력협정 체결  2011년 12월 예술의 전당과 위탁교육 협력협정 체결  2011년 12월 국무총리실과 위탁교육 협력협정 체결  2011년 12월 도로교통공단 위탁교육 협력협정 체결  2011년 12월 원주소방서 위탁교육 협력협정 체결  2011년 12월 (재)중국문화재단 위탁교육 협력협정 체결  2011년 12월 창원서부경찰서 위탁교육 협력협정 체결  2011년 12월 CJ제일제당 주식회사 위탁교육 협력협정 체결  2011년 12월 국가보훈처 위탁교육 협력협정 체결  2011년 12월 경기도청과 위탁교육 협력협정 체결  2011년 12월 이러닝시스템 WAVE '객체단위 기반 학습 콘텐츠 개발 시스템' 국내 특허 취득  2011년 12월 제4회 대한민국 인터넷소통대상 수상 - 교육기관 부문  2011년 12월 아세안 사이버대학교 설립을 위한 주 협력대학 선정(교육과학기술부)  2011년 12월 교육부 주관 '2012년도 아세안사이버대학 설립프로젝트' 주 협력 대학 선정  2011년 12월 미아동 신일캠퍼스내 신축공사(교수연구동)건축
- 2012년 1월 SCU, WAVE 사회봉사단 창단 한국공인중개사협회와 MOU 협약 체결  2012년 2월 사회복지학석사과정 홈페이지 웹접근성 인증마크 획득  2012년 2월 CJ CGV와 위탁교육 협력협정 체결  2012년 2월 (주)효성과 위탁교육 협력협정 체결  2012년 4월 상담심리학석사과정 홈페이지 웹접근성 인증마크 획득  2012년 4월 국내 최대 규모, 최첨단 자동화 강의 스튜디오 구축  2012년 4월 8번째 지역캠퍼스, 분당캠퍼스 개관  2012년 5월 교육과학기술부 '선취업-후진학 특성화 사업' 대학 선정  2012년 6월 인천·경기병무청 장학협약 체결  2012년 6월 서울사이버대학 홈페이지 웹접근정 인증마크(WA인증마크) 획득  2012년 6월 정부중앙부처 및 산하기관과 위탁교육 협력협정 체결  2012년 7월 행정안전부와 중앙공무원 교육에 관한 위탁교육협약 체결  2012년 8월 한아세안 주요 대학교와 학술교류협정 체결  [캄보디아 Institute of Technology of Cambodia (ITC), 미얀마 University of Technology (UT), 베트남 Hanoi University of Science and Technology (HUST), AUN(ASEAN University Network), 아세안 대학 연합]  2012년 8월 우리은행과 위탁교육 협력협정 체결  2012년 10월 세계한인언론인 대회 개최  2012년 11월 한국예술종합학교와 학술교류 MOU체결  2012년 11월 강원도 홍천군청과 위탁교육 협력협정 체결  2012년 11월 태국 스리파툼(Sripatum University) 대학과의 협력협정 체결  2012년 12월 교육과학기술부 주관 2013년도'아세안사이버대학 설립프로젝트' 주협력대학 선정  2012년 12월 CJ헬로비전과 위탁교육 협력협정 체결
- 2013년 2월 서영대학교와 학술교류 MOU체결  2013년 2월 ISO/IEC 27001:2005 인증서 취득  2013년 3월 1년 4학기제 실시  2013년 3월 KT올레 스마트 워킹센터 개소(서울, 경기, 충청, 경북, 경남, 전라, 제주 등 총 18개소)  2013년 3월 건강보험심사평가원과 위탁교육 협력협정 체결  2013년 4월 국제표준 정보보호 ISO27001 인증 취득  2013년 5월 숙명여자대학교와 학술교류 MOU체결  2013년 6월 유엔 아카데미 임팩트(UNAI, United Nations Academic Impact) 회원대학 가입  2013년 7월 법원행정처와 위탁교육 협력협정 체결  2013년 8월 SCU Learning WAVE 특허취득(특허 제10-1089357호 객체단위 기반 학습 콘텐츠 개발 시스템)(특허 제10-1302583호 객체단위 기반 학습 콘텐츠 관리 시스템 및 방법)  2013년 9월 정보보호 관리체계 인증서 취득  2013년 12월 제12회 정보보호대상 우수상 수상(미래창조과학부)  2013년 12월 육군부사관학교와 ‘학·군 협력 부사관 역량강화’ 업무 협약체결  2013년 12월 교육부 주관 2014년도'아세안사이버대학 설립프로젝트' 주협력대학 선정
- 2014년 1월 교육부 사이버대학 역량평가 최고 등급 판정  2014년 1월 LG디스플레이(주)와 위탁교육 협력협정 체결  2014년 3월 한국도로공사와 위탁교육 협력협정 체결  2014년 4월 서울시 교육청과 위탁교육 협력협정 체결  2014년 5월 대학교,대학원 웹접근성 품질인증 마크 획득  2014년 6월 품질경영시스템 TL 9000 인증 취득  2014년 7월 품질경영시스템 ISO 9001 및 환경경영시스템 ISO 14001 인증 취득  2014년 7월 (주)코리아세븐과 위탁교육 협력협정 체결  2014년 7월 대구광역시와 위탁교육 협력협정 체결  2014년 12월 WEB AWARD KOREA 사이버대학분야,문화/교육분야 최우수상 수상  2014년 12월 교육부 주관 2015년도‘아세안사이버대학 설립프로젝트' 주협력대학 지정
- 2015년 1월 인천광역시 남동구청과 위탁교육 협력협정 체결  2015년 1월 서울특별시 성북구청과 위탁교육 협력협정 체결  2015년 4월 통일부 하나원과 북한이탈주민 사이버교육 운영을 위한 업무협약 체결  2015년 5월 웹접근성 품질인증 마크(WA인증마크) 재획득  2015년 6월 음악학과(피아노전공), 러시아 모스크바 차이콥스키 음악원과 원격 레슨, 교수진 및 학생 교류 협약(MOU) 체결  2015년 11월 3건의 특허 권리 취득(멀티채널용 학습자원 적응화 방법론, 스마트 러닝 시스템, 이중화 종합정보 시스템)  2015년 12월 ‘사이버대학 역량 강화를 위한 교수-학습 우수사례 공모’ 최다 수상  (서울사이버대학교 '차세대교수학습시스템 SCU Learning WAVE' 우수상(교육부장관상), ‘교수피드백 영상기반 온라인 토론수업 운영’ 특별상(원대협회장상)수상 / 교육부와 한국교육학술정보원 주최)  2015년 12월 서울특별시 금천구청과 위탁교육 협력협정 체결
- 2016년 1월 삼성전기와 위탁교육 협력협정 체결  2016년 2월 2016 행복더함 사회공헌 대상 교육나눔공헌 부문 부총리 겸 교육부장관상 수상  2016년 5월 아시아태평양 스티비 어워즈(ASIA PACIFIC STEVIE AWARDS) 비영리기구 혁신경영상 은상 수상  2016년 6월 한국드론산업협회와 협력협정 체결  2016년 7월 한국기상산업진흥원과 위탁교육 협력협정 체결  2016년 7월 듀오정보(주)와 위탁교육 협력협정 체결  2016년 7월 Gnesins Russian Academy of Music과 교류활성화 업무협정 체결  2016년 8월 University of Central Oklahoma와 교류활성화 업무협정 체결  2016년 9월 전국 4개 지역(인천, 대구, 광주, 분당) 심리상담센터 개관  2016년 10월 한국대학신문 대학대상 사이버대 부문 대상 수상  2016년 11월 커리어코칭센터 오픈  2016년 11월 Universidad Tecnologica de El Salvador와 교류활성화 업무협정 체결  2016년 11월 California State University_San Bernardino와 교류활성화 업무협정 체결
- 2017년 1월 한국국제협력단(코이카, KOICA) 글로벌 연수사업 최우수상 수상  2017년 3월 강북경찰서와 ‘행복한 가정’ 위한 업무협약  2017년 3월 인천병무지청과 사회복무요원 이러닝 교육 위한 업무협약  2017년 4월 한국청소년활동진흥원 업무 제휴 협약 체결  2017년 4월 엘살바도르 교육부(MINED)와 교류활성화 업무협정 체결  2017년 5월 웹접근성 품질인증 마크(WA인증마크) 획득  2017년 6월 Universidad de El Salvador와 교류활성화 업무협정 체결  2017년 11월 러시아 Northern Arctic Federal University와 학술교류 업무협정 체결
- 2018년 1월 경희대학교 경영대학원과 교육․학술 교류협력 협약 체결  2018년 1월 FNC엔터테인먼트와 협력협정 체결  2018년 3월 Lomonosov Moscow State University 문화정책 및 인문경영대학과 학술교류 업무협정 체결  2018년 8월 2018 소비자가 뽑은 올해의 브랜드 새상, 사이버대학 부문 수상  2018년 9월 공군교육사와 교류협력 체결  2018년 10월 한국형 온라인 공개강좌(K-MOOC) 개별강좌 선정  2018년 10월 '공감경영 대상' 교육서비스 부분 2년 연속 수상  2018년 12월 대학 소식지 『SCU e야기』 대한민국 커뮤니케이션 대상, 한국PR협회장상 수상  2018년 12월 2018 대한민국 공감브랜드 대상, ‘직장인들이 선정한 사이버대학 브랜드 1위’ 선정  2018년 12월 2018 웹어워드코리아 교육부문 최우수상 수상
- 2019년 1월 한국경비협회와 입학장학 MOU 체결  2019년 3월 (사)통일문화연구원과 MOU 체결  2019년 3월 아시아한인회총연합회와 MOU체결  2019년 3월 2019 한국의 가장 사랑받는 브랜드 대상 수상  2019년 4월 교육부 주최 2019 교육 콘텐츠 개발 사업 선정  2019년 4월 제 1회 영 차이콥스키 국제 온라인 피아노콩쿠르 개최  2019년 6월 중원대 한국어학당과 협약 체결  2019년 6월 세종학당과 해외 거주 한국어 교사 양성 지원 관련 협약 체결  2019년 6월 한국가스기술공사와 산학협약 체결  2019년 7월 한국형 온라인 공개강좌 (K-MOOC) 4개 과정 강좌 선정  2019년 8월 (사)한우리독서문화운동본부와 산학협력 협약 체결  2019년 9월 엘살바도르 고등교육 이러닝 콘텐츠 개발 역량강화 초청 연수 개최  2019년 11월 메콩지역 지뢰불발탄 제거통한 평화농촌 지역사회 조성 삼각협력연수 진행  2019년 12월 소상공인시장진흥공단과 MOU 체결  2019년 12월 호남대 한국어교육원과 한국어교육실습 협약 체결
- 2020년 1월 한국무역협회와 무역물류마스타 과정 런칭  2020년 1월 한국소비자 평가 최고의 브랜드 대상 수상 (2회)  2020년 1월 성인학습자 역량 강화 교육콘텐츠 개발사업 업무협약 체결  2020년 3월 총학생회 대한적십자사에 코로나19 극복 성금 1000만원 전달  2020년 4월 '2020 성인 학습자 역량 강화 단기 교육과정 개발' 사업 선정  2020년 4월 '정보보호 분야 종사자를 위한 AI-보안 융합 전문가 과정' 개발  2020년 5월 한국형 온라인 공개강좌 (K-MOOC) 5개 과정 공개강좌 실시  2020년 5월 서울사이버대 대학, 입학, 대학원 홈페이지 '웹접근성 품질인증 마크'(WA인증마크) 획득  2020년 5월 한국무역협회와 공동으로 '무역물류마스타' 과정 개설  2020년 5월 부동산학과 창업인큐베이팅 운영, 1기 시작  2020년 6월 한국형 온라인 공개강좌 (K-MOOC) 3개 과정, 7개 강좌 선정  2020년 6월 한국국제협력단(KOICA) 글로벌 연수 최초 온라인 과정 시범 운영  2020년 6월 한국바른채용인증원과 협약 체결  2020년 6월 (주)감성놀이터와 협약 체결  2020년 6월 이우경 교수, 한국연구재단 융복합 지원사업 선정  2020년 6월 KOICA 글로벌 온라인 시범연수 성료  2020년 6월 특수심리치료학과, 발달재활서비스 제공인력 자격인증  2020년 6월 코리아헤럴드 주최 '2020 대한민국 국민에게 가장 사랑받는 베스트 브랜드 대상' '사이버대학교 부문 대상' 수상  2020년 7월 NHN고도(주)와 협약 체결  2020년 7월 이완형 교수 저서 [디지털 트랜스포메이션]: '4차 산업혁명시대의 경영이해' 교육부와 대한민국학술원 2020 우수학술도서 선정  2020년 7월 이성태 교수, 한국형 온라인 공개강좌 (K-MOOC) '인공지능 윤리' 강좌 선정
- 2021년 1월 '2020년 교육부 원격대학 인증·역량진단' 최고등급 A등급 획득(교육부 공식 사이버대학 평가 최초 3회 연속 A등급)  2021년 3월 '2021 소비자선정 최고의 브랜드 대상' 사이버대학교 부문 수상  2021년 3월 K-MOOC AI강좌 '인공지능 윤리' 과정 공개강좌 실시  2021년 3월 러시아와 함께하는 서울사이버대학교 국제 성악 온라인 콩쿠르 개최  2021년 3월 'SCU 최고의 작가를 찾아라' 공모전 성료  2021년 3월 육군공병학교와 업무협약 체결  2021년 4월 (사)청소년불씨운동과 업무협약 체결  2021년 4월 K-MOOC 총 5개 강좌(묶음강좌, 개별강좌 4개 강좌 포함) 신규 선정  2021년 4월 주식회사 작가컴퍼니와 업무협약 체결  2021년 5월 K-MOOC 12개 과정 공개강좌 실시  2021년 5월 aT농식품유통교육원과 업무협약 체결  2021년 5월 교육부 사이버대학 대상 첫 재정지원 사업 ‘2021년 원격대학 교육혁신 지원사업’ 선정  2021년 5월 지뢰자문그룹(MAG)과 업무협약 체결  2021년 5월 강북구건강가정다문화가족지원센터와 '다문화가족포함다양한가족이해교육'공동주관  2021년 5월 육군교육사령부와 업무협약 체결  2021년 5월 메콩 유역 지뢰행동 통합 관리 역량강화 사업 온라인 연수 개최  2021년 6월 대학, 입학, 대학원 홈페이지 웹접근성 인증마크(WA인증마크) 획득  2021년 6월 멀티미디어디자인학과 주최 2021 Invitational Ceramic Exhibition 온라인 개최  2021년 6월 강원생활과학고와 협력기관 협약 체결  2021년 6월 2021 코리아헤럴드선정 대한민국 국민에게 가장 사랑받는 베스트 브랜드 대상 수상(사이버대부문)  2021년 7월 교육부&KERIS 주관 2021 DNA 융합 단기 교육과정 개발사업 선정  2021년 7월 대한미용사회중앙회와 업무협약 체결  2021년 8월 2021 한국국제협력단(KOICA) 글로벌 온라인 연수 개최  2021년 8월 카자흐 대통령 방한 기념 카자흐 국민시인 '아바이 쿠난바예프' 흉상 제막  2021년 9월 한국화장품전문가협회와 업무협약 체결  2021년 9월 (사)한국무인기안전협회와 업무협약 체결  2021년 10월 경기상업고·동명생활경영고·선정국제관광고 협력기관 체결 협약  2021년 10월 K-MOOC 12개 과정 공개강좌 실시  2021년 10월 미래사회전략연구소, 2021 국제 심포지엄 '빅데이터, AI 그리고 교육' 개최  2021년 10월 학-군 협의체 세미나 개최  2021년 11월 웹문예창작학과 재학생 작가들, (주)작가컴퍼니와 웹소설 출판계약  2021년 11월 (사)한국피부미용사회중앙회와 협력기관 협약 체결  2021년 11월 세계시민 교육 세미나 개최  2021년 12월 2021 국제상담심리세미나 '포스트 코로나 시대의 상담 및 심리치료의 변화:한국· 스웨덴·미국을 중심으로' 개최  2021년 12월 제 1회 SCU 뷰티크리에이터 공모전 시상식 진행
- 2022년 1월 국내 최초 문화예술계 숨은 공로자 업적 기리는 2022 언성히어로 어워드(Unsung Hero Award) 성료  2022년 2월 K-MOOC 9개 과정 공개강좌 실시  2022년 2월 (주)딜라이텍과 업무협약식 체결  2022년 2월 (재)민족의학연구원과 업무협약 체결  2022년 3월 '2022 소비자 선정 최고의 브랜드 대상' 2년 연속 '사이버대학교' 부문 대상 수상  2022년 3월 '2022년 디딤돌대학 위탁사업' 사이버대학 최초 선정  2022년 3월 뷰티크리에이터 공모전, 국제기능올림픽대회 한국위원회 추진 '2022년도 민간기능 경기대회 지원사업' 선정  2022년 3월 한국드론혁신협회와 업무협약 체결  2022년 3월 디자인센터, SCU 캐릭터 9종 공개, 상표권 출원 및 디자인저작권 등록 완료  2022년 3월 산학협력단, 문화체육관광부·한국문화예술교육진흥원의2022년 문화예술치유 프로그램 지원사업 「찾아가는 예술처방전」운영단체 2개 부문 선정  2022년 4월 대한적십자사에 동해안 산불피해 복구 위한 성금 천만 원 기부  2022년 4월 K-MOOC 사업 5년 연속 선정 및 2년 연속 최다 강좌 선정  2022년 5월 국제의료미용안전학회와 업무협약 체결  2022년 5월 K-MOOC 17개 강좌 공개강좌 실시  2022년 6월 2022년 6월 멀티미디어디자인학과 주최 2022 Invitational Ceramic Exhibition & Design Exhibition 온라인 개최  2022년 6월 2022년 6월 2022 코리아헤럴드선정 대한민국 국민에게 가장 사랑받는 베스트 브랜드 대상 수상(사이버대부문)  2022년 6월 2022년 6월 K뷰티인터내셔널협회와 업무협약 체결  2022년 7월 1인방송전공, KOBA 2022 전시회 참여 성료  2022년 7월 '2022년 탈북대학생 디딤돌 대학사업' 2022년 글로벌 시민교육 강사양성 연수  2022년 7월 서울사이버대-미버스랩스-(주)한창 다자간 업무협약 체결  2022년 7월 뷰티디자인학과, PCA협회 퍼스널뷰티컬러 2급 자격 45명 전원 취득  2022년 7월 사회복지대학, 번동5단지종합사회복지관과 SCU 우리동네 사회복지사 사업 업무협약 체결  2022년 9월 K-MOOC 17개 강좌 공개강좌 2차 오픈  2022년 11월 [미래사회] 사이버대 유일 한국연구재단 '등재학술지' 선정  2022년 11월 인도네시아 방송통신대 총장 및 교수진 서울사이버대 방문  2022년 11월 미래사회전략연구소, 서강대학교와 2022 공동국제학술대회 개최  2022년 11월 2022년 탈북대학생 역량강화 프로그램 운영기관 선정  2022년 11월 한국모델협회와 업무협약 체결  2022년 11월 2022 SCU 뷰티온라인기능경기대회 개최  2022년 12월 2022 국제상담심리세미나 '한국·스웨덴·미국 내 심리상담에서의 인지행동치료 (CBT) 적용' 개최  2022년 12월 SCU 마음치유콜, 강북구청 ‘자원봉사 우수기관’ 표창장 수여  2022년 12월 2022 탈북대학생 역량강화 사업 성료  2022년 12월 서울사이버대, 사이버대학 최초 서울사이버대 AI 챗봇 개발  2022년 12월 ㈜와이비엠에듀와 업무협약 체결  2022년 12월 사이버대 최초 2022 SCUPC 서울사이버대학교 프로그래밍 경진대회 개최
- 2023년 1월 K-MOOC 6개 신규 강좌 오픈  2023년 1월 미래사회전략연구소, 2023 VISION ROUND TABLE COLLOQUIUM ‘청소년의 미래사회를 논하다’ 개최  2023년 2월 ‘2023 소비자선정 최고의 브랜드 대상’ 3년 연속 '사이버대학교' 부문 대상 수상 2023년 3월 K-MOOC 15개 강좌 공개강좌 실시 2023년 3월 대한민국육군대학에 도서 600권 기증 2023년 4월 태국 카셋사트국립대학(Kasetsart University)과 교육협력 확대를 위한 현장방문을 실시(방문단 서울사이버대 방문) 2023년 4월 제이액터스와 업무협약 체결 2023년 4월 K-MOOC 사업 6년 연속 선정 2023년 4월 중소벤처기업연수원과 업무협약 체결 2023년 5월 (사)부동산학회 2023년도 춘계학술대회 개최 2023년 5월 글로벌시민교육지도사 교수이론 및 강의실습 연수 수료식 개최 2023년 5월 심리상담센터 푸른존, 개소 10주년 2023년 6월 ㈜인공지능팩토리와 업무협약 체결 2023년 6월 ‘모두를 위한 같이 가치’ 2023 SCU 서울사이버대 연합 MT 개최 2023년 6월 2023 제3회 국제상담심리세미나 '상담 및 심리치료의 최근 동향: 스웨덴, 미국. 한국을 중심으로' 개최 2023년 8월 육군과학화전투훈련단(KCTC)과 함께하는 장병 감동 콘서트 진행 2023년 9월 서울사이버대, 글로벌사이버대·영진사이버대·화신사이버대와 교육혁신사업 성과 공유 협약식 2023년 9월 총동문회 제 1회 한마음 체육대회 개최 2023년 10월 남북하나재단 ‘2023 탈북대학생 역량강화 프로그램 위탁사업’ 최종 선정 2023년 10월 ‘2023 SCU한마음대축제' 개최 2023년 10월 제1회 서울사이버대학교 성악콩쿠르 'HIDDEN VOICE COMPETITION' 개최 2023년 11월 제13회 한·미 친선 송년 문화의 밤 개최 2023년 11월 사회복지대학 미래사회전략연구소, 2023 국제학술대회 개최 2023년 11월 제25기 해외역사문화탐방 진행 2023년 12월 심리·상담대학, 제4회 국제상담심리세미나 ‘스웨덴, 미국 한국의 상담 및 심리치료’ 진행 2023년 12월 베트남 우정통신대학교와 협약 체결
- 2024년 1월 K-MOOC 신규 3개 강좌 공개 2024년 1월 2024년 자랑스러운혁신한국인 파워브랜드대상 수상(AI서비스마케팅학과) 2024년 2월 ‘2024 소비자선정 최고의 브랜드 대상’ 4년 연속 '사이버대학교' 부문 대상 수상 2024년 2월 제14회 2024 행복더함 사회공헌 캠페인 ‘행복더함 사회공헌 우수기업’ – 교육나눔공헌부문 ‘부총리 겸 교육부 장관상’ 수상 2024년 3월 대한민국육군협회 및 경운대학교와 업무협약 체결 2024년 3월 '2024 슬기로운 대학생활 프로그램 운영' 위탁사업 선정 2024년 4월 서울사이버대-CETYS University-SIAS University, 협력대학 협약 체결 2024년 5월 K-MOOC 9개 강좌 공개 2024년 5월 음악치료학과, 2024 문화예술치유 프로그램 지원사업 음악치료 프로그램 선정 2024년 6월 제26기 해외역사문화탐방 개최 2024년 6월 2024 SCU 국제 워크숍 개최 2024년 6월 2024 SCU 한마음대축제' 개최 2024년 6월 2024 코리아헤럴드선정 한국에서 가장 사랑받는 브랜드 대상 수상(사이버대부문) 2024년 8월 피아노과, 헝가리 리스트 음악원 해외 연수 성료 2024년 8월 미래국방연구소 설립 2024년 8월 베트남 국립우정통신대학교(PTIT)와 2+2 복수학위 협약 체결 2024년 9월 교육부로부터 온라인 박사과정 개원 승인, 일반대학원 전환 2024년 9월 제20회 국방일보 전우마라톤대회 메인 공식 협찬사 참여 2024년 10월 K-MOOC 9개 강좌 공개 2024년 10월 제2회 서울사이버대학교 성악콩쿠르 'HIDDEN VOICE COMPETITION' 개최

## 교육편제

### 단과대학(학부)
다음은 2025년 기준 서울사이버대학교의 단과대학(학부) 과정 일람이다. 13개 단과대학(학부), 46개 학과(전공)이다.
▲ 사회복지대학 - 사회복지전공, 노인복지전공, 복지경영전공, 아동복지전공 
▲ 심리·상담대학 - 상담심리학과, 가족코칭상담학과, 군경상담학과, 특수심리치료학과, 심리학과(신설) 
▲ 사회과학대학 - 부동산학과, 법무행정학과, 보건행정학과, 한국어교육학과(개편), 안전관리학과 
▲ 융합경영대학 - 경영학과, 글로벌무역물류학과, 금융보험학과, 세무회계학과, AI서비스마케팅학과 
▲ 공과대학 - 컴퓨터공학과, 빅데이터·정보보호학과, 전기전자공학과, 기계제어공학과, 인공지능학과 
▲ 디자인대학 - 멀티미디어디자인학과, 건축공간디자인학과, 웹문예창작학과, 뷰티디자인학과 
▲ 문화예술대학 - 문화예술경영학과, 실용음악과, 음악치료학과 
▲ 음악대학 - 피아노과, 성악과 
▲ 미래융합인재대학 - 온라인커머스학과, 회화과(개편), 모델연기학과, 실용영어학과 
▲ 국방융합대학 - 드론·로봇융합학과, 방위산업·국방경영학과, 통일안보북한학과 
▲ AI융합대학 - AI크리에이터학과, AI부동산빅데이터학과, AI스마트팜학과 
▲ 웰니스건강대학(신설) - 통합건강관리학과(개편), 요가명상학과(신설) 
▲ 마이크로디그리대학(신설) - 자유전공(신설)

### 대학원
서울사이버대학교는 교육부로부터 박사과정을 승인, 기존 특수대학원을 통합하여 일반대학원으로 전환하면서 2025학년도부터 석사·박사 과정을 운영하고 있다. 
- 일반대학원
  - 사회복지전공
  - 상담 및 임상심리전공

## 캠퍼스 풍경
서울사이버대학교의 본교는 미아동에 위치해 있으며, 인천광역시 부평구와 부산광역시 영도구, 대구광역시 중구, 광주광역시 서구, 경기도 성남시, 안양시, 강원특별자치도 춘천시 등에 지역 캠퍼스가 위치해 있다.

## 같이 보기
- 신일고등학교
- 신일중학교